# Gonczarowo (obwód leningradzki)
Gonczarowo (ros. Гончарово) – osiedle w Rosji, w obwodzie leningradzkim, w rejonie wyborskim. W 2010 liczyło 1493 mieszkańców.